# Cabussó de Colòmbia
El cabusset de Colòmbia o cabusset colombià (Podiceps andinus) era un ocell de la família dels Podicipèdids (Podicipedidae) actualment extint. Antany habitava llacs i estanys dels Andes de l'est de Colòmbia.